# Obererlbach

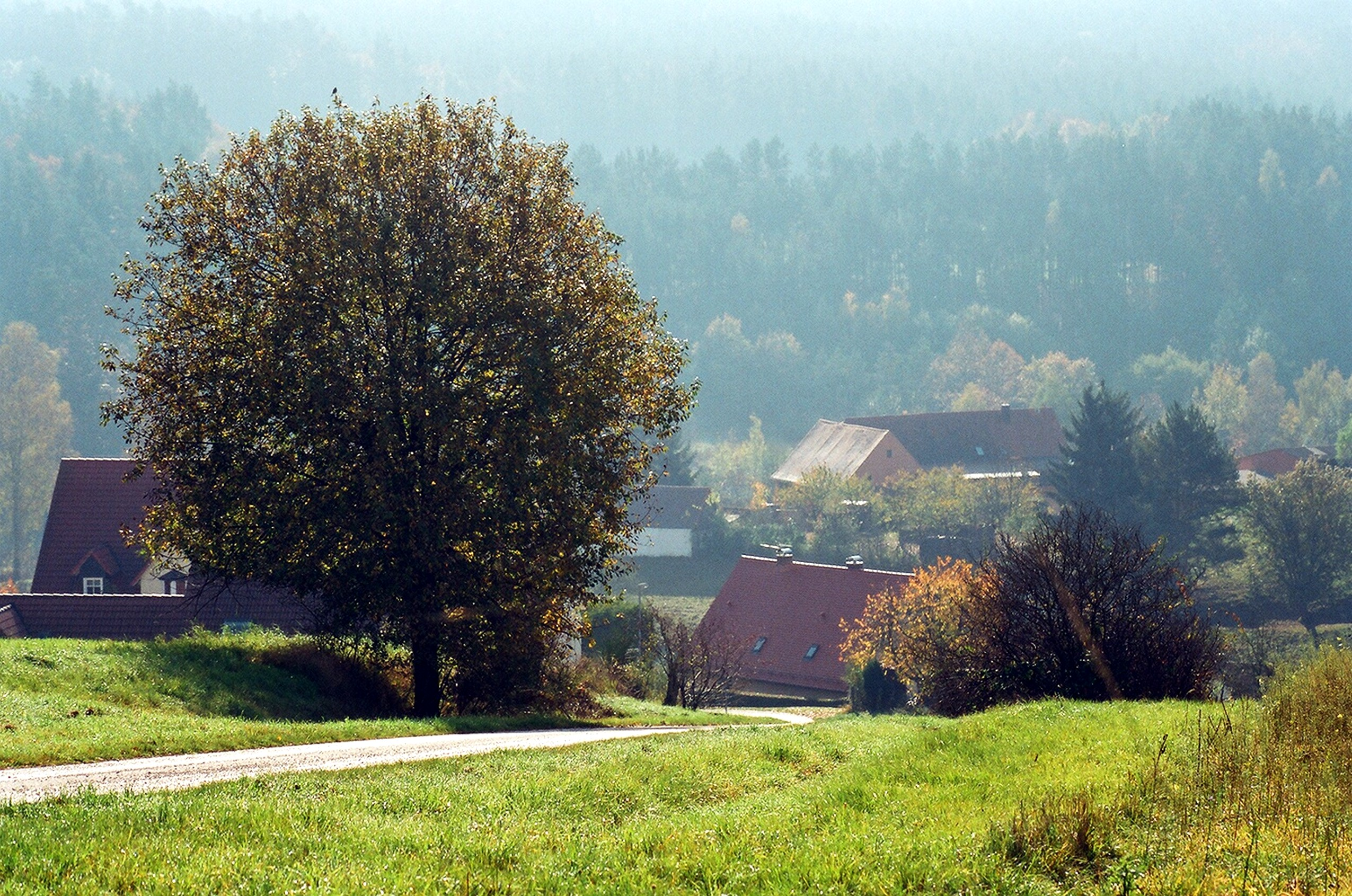
Blick ins Erlbachtal

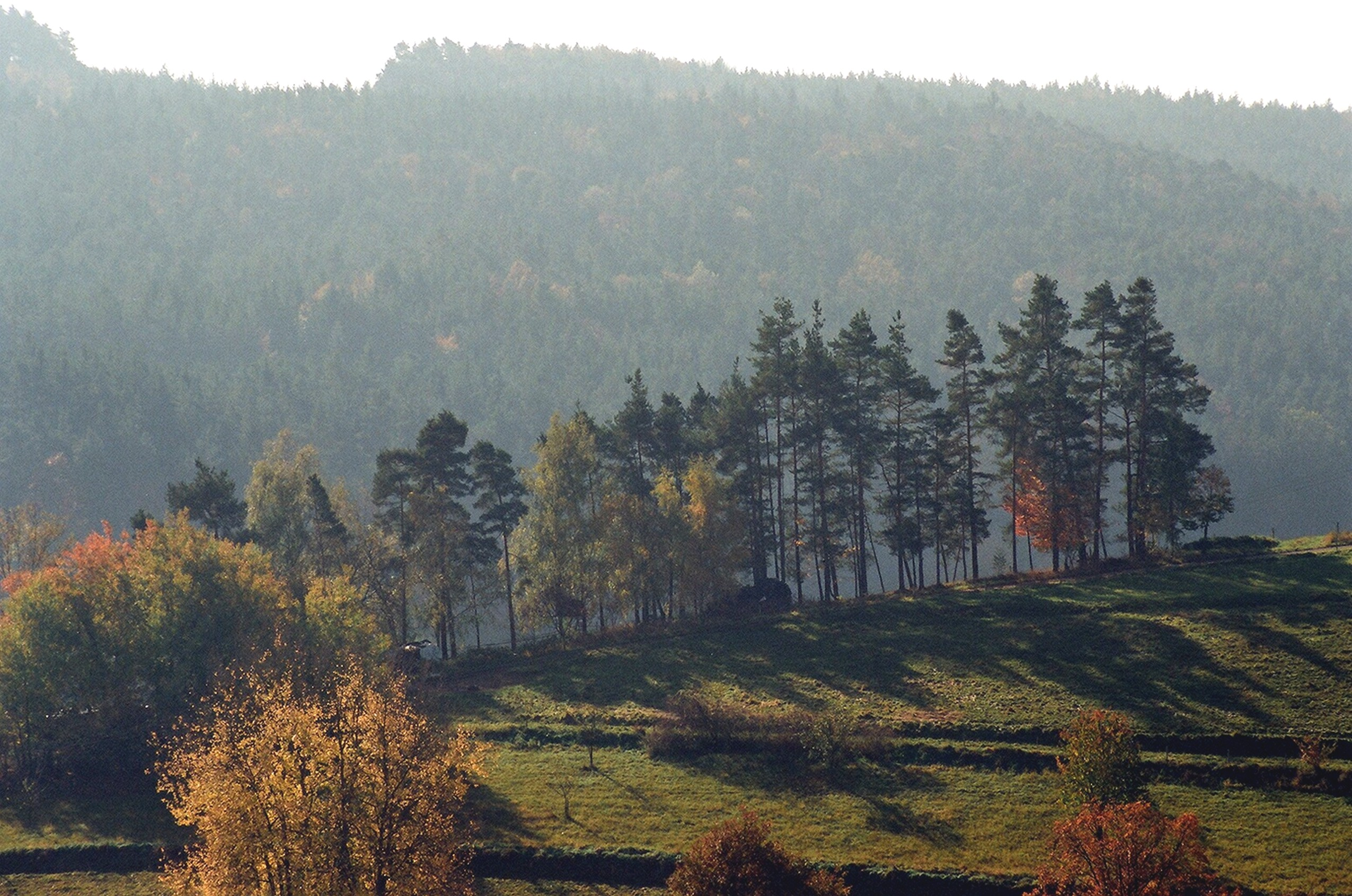
Landschaft bei Obererlbach

Obererlbach ist ein Gemeindeteil von Haundorf im Landkreis Weißenburg-Gunzenhausen (Mittelfranken, Bayern). Die Gemarkung Obererlbach hat eine Fläche von 2,717 km². Sie ist in 859 Flurstücke aufgeteilt, die eine durchschnittliche Flurstücksfläche von 3162,78 m² haben. In ihr liegen neben dem namensgebenden Ort die Gemeindeteile Neuhof (zum Teil) und Thierhof.
Der Ort ist als Straßendorf angelegt, hat etwa 600 Einwohner und liegt auf einer Höhe von etwa 400 m ü. NHN. Vor der Gemeindegebietsreform in Bayern in den 1970er Jahren war Obererlbach eine selbstständige Gemeinde. Der Ort ist touristisch durch Wanderwege erschlossen.

## Geographische Lage und Verkehr
Das Pfarrdorf Obererlbach liegt im Spalter Hügelland, umgeben von Wäldern, im Tal des Erlbachs in Westmittelfranken, nordöstlich von Haundorf. Die Nachbarorte sind (im Uhrzeigersinn, beginnend im Norden) Käshof, Untererlbach, Kalbensteinberg, Neuhof, Thierhof, Oberhöhberg und Unterhöhberg. Der Ort liegt im Fränkischen Seenland, nordwestlich vom Kleinen Brombachsee und dem Igelsbachsee. Haundorf liegt etwa vier Kilometer Luftlinie in südwestlicher Richtung. Westlich des Ortes liegt der Haundorfer Wald, der zum Mönchswald gehört. Von Süden nach Nordosten wird der Ort vom namensgebenden Erlbach durchflossen, einem Nebenfluss der Fränkischen Rezat. In der näheren Umgebung befinden sich mehrere Quellen; nahe dem Ort münden der Ziegelleitenbach, der Saugraben und der Schwadergraben in den Erlbach. Unweit südlich bis südöstlich verläuft die Gemeindegrenze zum Markt Absberg, unweit nördlich bis nordöstlich die Gemeindegrenze zur Stadt Spalt, unweit nördlich bis nordwestlich die Gemeindegrenze zu Mitteleschenbach.
Hauptstraße Obererlbachs ist die Bundesstraße 466. Der Ort wurde entlang dieser Hauptstraße errichtet. Die Bundesstraße durchquert den Ort vom Süden nach Norden und verbindet Obererlbach mit Gunzenhausen im Süden und der Bundesautobahn 6 im Norden. Innerhalb des Ortes mündet die Staatsstraße 2723 sowie die Kreisstraße WUG 22 in die Bundesstraße.

## Geschichte
Im 13. Jahrhundert waren die Herren von Heideck, von Pleinfeld, von Sulzbürg und von Seckendorff dort begütert. Von 1280 bis 1370 wurden die Güter von der Ballei Franken des Deutschen Ordens in Ellingen erworben. 1792 stiftete der Spalter Stadtpfarrer Franz Xaver Zinsmeister die Pfarrei Obererlbach, bis dahin Filialkirchdorf von Mitteleschenbach. Mit der Rheinbundakte 1806 fiel der Ort an das Königreich Bayern. Mit dem Gemeindeedikt von 1808 wurde Obererlbach dem Steuerdistrikt Kalbensteinberg im Landgericht Pleinfeld zugeteilt. 1811 wurde Obererlbach eine Ruralgemeinde und kam am 1. Oktober des gleichen Jahres zum Landgericht Gunzenhausen. Im Jahre 1846 waren in Obererlbach 42 Häuser, 70 Familien und 284 Einwohner verzeichnet. 1875 lebten im Ort in 81 Gebäuden 298 Menschen mit sieben Pferden und 69 Rindern. Zusammen mit seinem Gemeindeteil Thierhof war Obererlbach bis zum 1. Januar 1977 eine Gemeinde. Sie gehörte bis 1972 dem Landkreis Gunzenhausen an, welcher zusammen mit dem Landkreis Weißenburg in Bayern den heutigen Landkreis Weißenburg-Gunzenhausen bildet.

### Einwohnerentwicklung
Der Gemeindeteil Obererlbach hat mehr Einwohner als der Hauptort Haundorf. Nur der Gemeindeteil Gräfensteinberg ist größer.
| - 1846: 284 Einwohner mit 42 Häusern - 1861: 287 Einwohner mit 66 Gebäuden - 1871: 298 Einwohner mit 81 Gebäuden - 1885: 346 Einwohner mit 69 Wohngebäuden - 1900: 345 Einwohner mit 65 Wohngebäuden - 1925: 387 Einwohner mit 75 Wohngebäuden - 1950: 422 Einwohner mit 86 Wohngebäuden - 1961: 436 Einwohner mit 98 Wohngebäuden - 1970: 473 Einwohner - 1978: 471 Einwohner - 1987: 473 Einwohner mit 129 Wohngebäuden | - 1861: 315 Einwohner - 1871: 333 Einwohner - 1885: 374 Einwohner - 1900: 387 Einwohner - 1910: 379 Einwohner - 1925: 395 Einwohner - 1933: 413 Einwohner - 1939: 403 Einwohner - 1950: 432 Einwohner - 1961: 444 Einwohner - 1970: 474 Einwohner |

## Religion, Infrastruktur, Kultur
Die nächsten Geschäfte befinden sich in Haundorf, Gunzenhausen und Spalt. Kirchlich gehört der Ort zur evangelischen Rieterkirche St. Marien und Christophorus in Kalbensteinberg im Evangelisch-Lutherischen Dekanat Gunzenhausen. Die Obererlbacher Valentinskirche ist Sitz der katholischen Pfarrgemeinde im Dekanat Weißenburg-Wemding im Bistum Eichstätt. Größter Sportverein im Ort ist die DJK Obererlbach; es besteht eine Freiwillige Feuerwehr. Im Norden von Obererlbach wurde ein Sportplatz errichtet. Obererlbach besitzt eine Grundschule, Sitz der Schulleitung ist Gräfensteinberg. Es besteht seit 1992 ein Kindergarten im Ort. In Obererlbach befindet sich eine Niederschlagsstation des Deutschen Wetterdienstes.

### Bauwerke

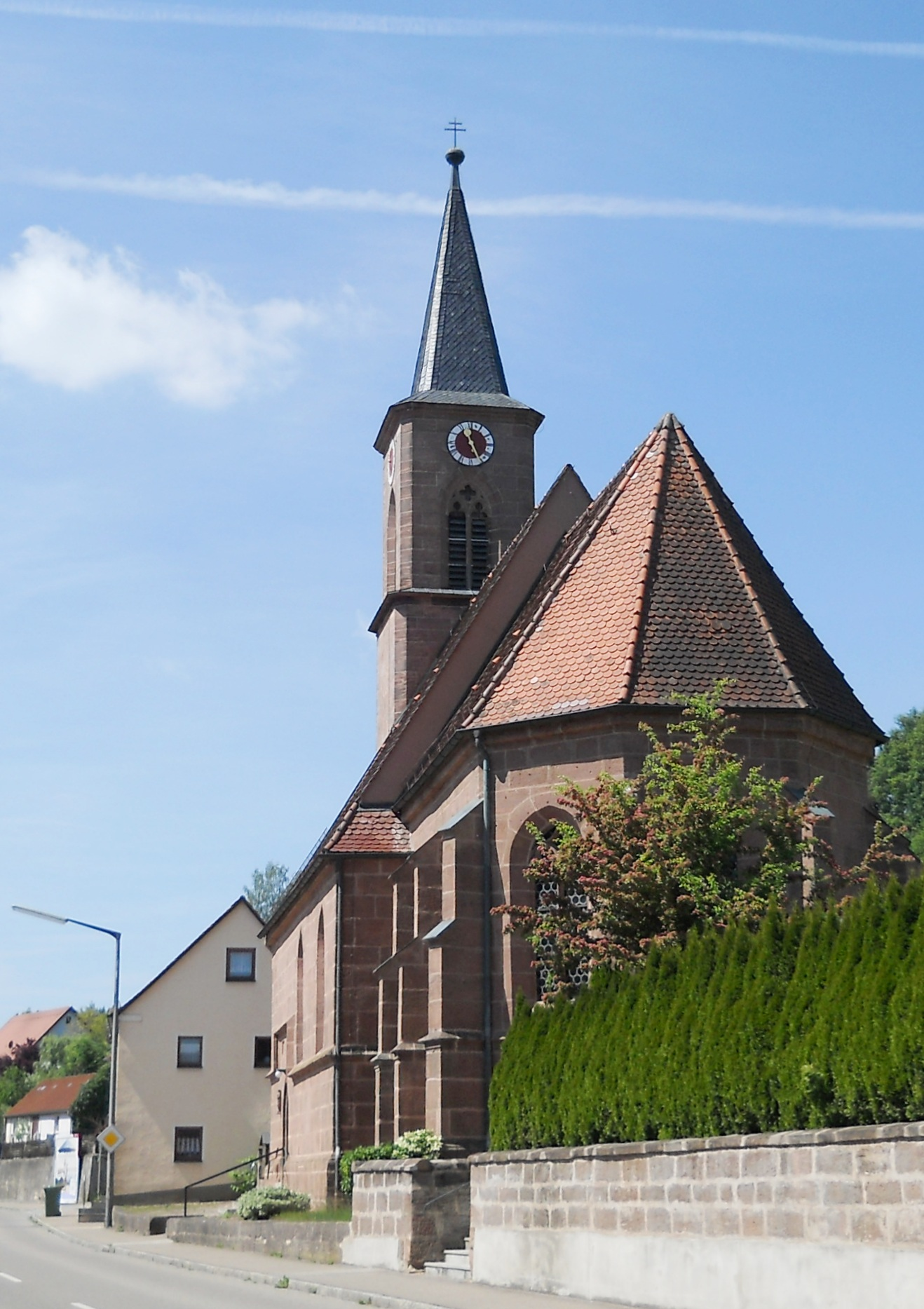
Valentinskirche

Die katholische St.-Valentin-Kirche ist eine  Saalkirche aus Sandstein; das Langhaus wurde 1486 errichtet, der Chor stammt aus dem 17. Jahrhundert und wurde im 19. Jahrhundert umgebaut. Der Hochaltar der Kirche stand früher in Gunzenhausen und trägt in seinem Mittelschrein eine Marienfigur von 1490.
Zu den in die Bayerische Denkmalliste eingetragenen Baudenkmälern Obererlbachs gehören mehrere Wohngebäude sowie die Dreifaltigkeitskapelle von 1935 und die Kriegsgefallenen-Kapelle von 1924. Ebenfalls denkmalgeschützt sind drei Steinkreuze an der Verbindungsstraße von der B 466 nach Unterhöhberg. Siehe hierzu die Liste der Baudenkmäler in Haundorf#Obererlbach.
Als Bodendenkmale geschützt sind eine Freilandstation des Mesolithikums und eine Siedlung des Neolithikums unweit westlich des Ortes.

## Bodendenkmäler
Siehe: Liste der Bodendenkmäler in Haundorf

## Persönlichkeiten
- Georg Engelhard (* 23. August 1889; † ?), Landrat im Landkreis Oberviechtach
- Im Ort wohnt Christa Naaß (Mitglied des Bezirkstags Mittelfranken, SPD).